# Santa Maria (Ortsname)
Santa Maria ist ein häufiger Örtlichkeitsname der romanischen Sprachen.

## Wortherkunft
Santa Maria bedeutet im Italienischen, Portugiesischen, Spanischen (hier Santa María) und Katalanischen Heilige Maria, und bezeichnet in den allermeisten Fällen die Mutter Jesu, Maria von Nazaret.

## Verbreitung
Der Maria geweihte Kirchen und Klöster waren im Ortsnamensschatz des mediterranen Raum seit Beginn des Christentums produktiv, wenn sich um diese Siedlungskeime Ortschaften bilden. Im Zuge des Kolonialismus, der immer die missionarische Basis herausgestellt hat, ist der Name wie alle katholischen Heiligennamen auch weltweit häufig geworden, und in allen romanischsprachigen Gegenden verbreitet.

## Varianten
- engl. Saint Mary
- frz. Sainte-Marie

Zur Übersicht anderssprachiger Ausdrücke siehe  Heilige Maria (Begriffsklärung)

## Liste von Orten und Gebieten namens Santa Maria

### Angola
- Cabo de Santa Maria

### Argentinien
- Departamento Santa María (Catamarca), Verwaltungseinheit in der Provinz Catamarca
- Departamento Santa María (Córdoba), Verwaltungseinheit in der Provinz Córdoba
- Santa María (Buenos Aires), Ort in der Provinz Buenos Aires
- Santa María del Yocavil, Stadt in der Provinz Catamarca
- Santa María de Punilla, Ort in der Provinz Córdoba
- Santa María (Misiones), Gemeinde im Departamento Concepción der Provinz Misiones
- Aldea Santa María (Córdoba), Ort in der Provinz Córdoba
- Aldea Santa María (Entre Ríos), Ort in der Provinz Entre Ríos
- Colonia Santa María, Ort in La Pampa

### Bolivien
- Santa María de Guarayos, Ortschaft in der Provinz Guarayos
- Santa Maria, Ortschaft in der Provinz Charcas, siehe Pocoatillo

### Brasilien
- Santa Maria, Verwaltungsregion im Distrito Federal do Brasil
- Santa Maria, Stadt in Rio Grande do Norte
- Santa Maria, Stadt in Rio Grande do Sul
- Santa Maria da Boa Vista, Stadt in Pernambuco
- Santa Maria da Serra, Stadt in São Paulo
- Santa Maria da Vitória, Stadt in Bahia
- Santa Maria das Barreiras, Stadt in Pará
- Santa Maria do Cambucá, Stadt in Pernambuco
- Santa Maria de Itabira, Stadt in Minas Gerais
- Santa Maria de Jetibá, Stadt in Espírito Santo
- Santa Maria do Herval, Stadt in Rio Grande do Sul
- Santa Maria do Oeste, Stadt in Paraná
- Santa Maria do Pará, Stadt in Pará
- Santa Maria do Suaçuí, Stadt in Minas Gerais
- Santa Maria do Salto, Stadt in Minas Gerais
- Santa Maria do Tocantins, Stadt in Tocantins
- Santa Maria Madalena (Rio de Janeiro), Stadt in Rio de Janeiro

### Ecuador
- Santa María (Galápagos), Parroquia rural im Kanton San Cristóbal der Provinz Galápagos
- Santa María (Manabí), Ortschaft und Parroquia rural im Kanton El Carmen der Provinz Manabí

### Frankreich
- Santa-Maria-di-Lota, Gemeinde im Département Haute-Corse
- Santa-Maria-Figaniella, Gemeinde im Département Corse-du-Sud
- Santa-Maria-Poggio, Gemeinde im Département Haute-Corse
- Santa-Maria-Siché, Gemeinde im Département Corse-du-Sud

### Guatemala
- Santa María Cahabón (Cahabón), eine Gemeinde im Departamento Alta Verapaz
- Santa María Chiquimula, Gemeinde im Departamento Totonicapán
- Santa María Ixhuatán, Gemeinde im Departamento Santa Rosa
- Santa María de Jesús, Gemeinde im Departamento Sacatepéquez
- Santa María Visitación, Gemeinde im Departamento Sololá

sowie:
- Santa María, ein Vulkan im Departamento Quetzaltenango

### Italien
- Santa Maria (Monteleone d’Orvieto), Provinz Terni, Umbrien
- Santa Maria Capua Vetere, Provinz Caserta, Kampanien
- Santa Maria la Carià, Provinz Neapel, Kampanien
- Santa Maria del Cedro, Provinz Cosenza, Kalabrien
- Santa Maria Coghinas, Provinz Sassari, Sardinien
- Santa Maria la Fossa, Provinz Caserta, Kampanien
- Santa Maria Hoè, Provinz Lecco, Lombardei
- Santa Maria Imbaro, Provinz Chieti, Abruzzen
- Santa Maria di Leuca, Provinz Lecce, Apulien
- Santa Maria di Licodia, Provinz Catania, Sizilien
- Santa Maria la Longa, Provinz Udine, Friaul-Julisch Venetien
- Santa Maria Maggiore (Piemont), Provinz Verbano-Cusio-Ossola, Piemont
- Santa Maria del Molise, Provinz Isernia, Molise
- Santa Maria a Monte, Provinz Pisa, Toskana
- Santa Maria Nuova, Provinz Ancona, Marken
- Santa Maria di Sala, Provinz Venedig, Venetien
- Santa Maria della Versa, Provinz Pavia, Lombardei
- Santa Maria a Vico, Provinz Caserta, Kampanien
- Monte Santa Maria Tiberina, Provinz Perugia, Umbrien
- Rocca Santa Maria, Provinz Teramo, Abruzzen
- Torre di Santa Maria, Provinz Sondrio, Lombardei
- Villa Santa Maria, Provinz Chieti, Abruzzen
- Santa Maria, Ortsteil der Gemeinde Crescentino, Provinz Vercelli, Piemont

sowie
- Santa Maria (Stagnone), Insel bei Marsala, Sizilien
- eine Insel im Norden von Sardinien, siehe La-Maddalena-Archipel
- Cap Santa Maria di Leuca, Provinz Lecce, Südspitze Italiens

### Kap Verde
- Santa Maria (Kap Verde), Stadt auf der Insel Sal

sowie:
- Cabo de Santa Maria (Kap Verde), Kap auf Boa Vista

### Kolumbien
- Santa María (Boyacá), Gemeinde in Boyacá
- Santa María (Huila), Gemeinde in Huila

### Mexiko
- Santa María (Campeche), Ort im Bundesstaat Campeche
- Santa María (Chiapas), Ort im Bundesstaat Chiapas
- Santa María (Chihuahua), Ort im Bundesstaat Chihuahua
- Santa María (Jiménez), Ort im Bundesstaat Coahuila
- Santa María (Ramos Arizpe), Ort im Coahuila
- Santa María (San Juan de Sabinas), Ort im Bundesstaat Coahuila
- Santa María (Guerrero), Ort im Bundesstaat Guerrero
- Santa María (Hidalgo), Ort im Bundesstaat Hidalgo
- Santa María (Jalisco), Ort im Bundesstaat Jalisco
- Santa María (Chapa de Mota), Ort im Bundesstaat México
- Santa María (Huehuetoca), Ort im Bundesstaat México
- Santa María (Texcaltitlán), Ort im Bundesstaat México
- Santa María (Tlalmanalco), Ort im Bundesstaat México
- Santa María (Tlatlaya), Ort im Bundesstaat México
- Santa María (Michoacán), Ort im Bundesstaat Michoacán
- Santa María (Oaxaca), Ort im Bundesstaat Oaxaca
- Santa María (Puebla), Ort im Bundesstaat Puebla
- Santa María (Veracruz), Ort im Bundesstaat Veracruz

### Panama
- Santa María (Panama), Distrikt in der Provinz Herrera

### Philippinen
- Santa Maria (Bulacan), Stadtgemeinde in der Provinz Bulacan
- Santa Maria (Davao Occidental), Stadtgemeinde in der Provinz Davao Occidental
- Santa Maria (Ilocos Sur), Stadtgemeinde in der Provinz Ilocos Sur
- Santa Maria (Isabela), Stadtgemeinde in der Provinz Isabela
- Santa Maria (Laguna), Stadtgemeinde in der Provinz Laguna, siehe
- Santa Maria (Pangasinan), Stadtgemeinde in der Provinz Pangasinan
- Santa Maria (Romblon), Stadtgemeinde in der Provinz Romblon

### Portugal
- Santa Maria (Azoren), zu den Azoren gehörende Insel
- Cabo de Santa Maria (Portugal), die Südspitze Portugals
- Santa Maria (Estremoz), Gemeinde im Kreis von Estremoz
- Santa Maria (Lagos), Gemeinde im Kreis von Lagos
- Santa Maria (Odemira), Gemeinde im Kreis von Odemira
- Santa Maria (Serpa), Gemeinde im Landkreis von Serpa
- Santa Maria (Tavira), Gemeinde im Kreis von Tavira

### Peru
- Distrikt Santa María de Nieva (Condorcanqui), Distrikt und gleichnamige Stadt

### Rumänien
- Sântă Măria, Dorf im Kreis Sălaj
- Sântămăria-Orlea, Gemeinde im Kreis Hunedoara

### Schweiz
- Santa Maria in Calanca, Gemeinde im Calancatal, Kanton Graubünden
- Santa Maria Val Müstair, Gemeinde im Val Müstair, Kanton Graubünden

### Spanien
- Santa Maria de Palautordera, Stadt in Katalonien, Provinz Barcelona
- Santa Maria del Camí, Stadt auf der Baleareninsel Mallorca
- Santa María de la Alameda Gemeinde in der Autonomen Gemeinschaft Madrid

### Vanuatu
- Gaua, eine der Banks-Inseln

### Vereinigte Staaten
- Santa Maria (Kalifornien), Ort in Kalifornien
- Santa Maria (Texas), Ort in Texas